# Panzweiler
Panzweiler là một đô thị thuộc huyện Cochem-Zell, bang Rheinland-Pfalz, Đức. Đô thị này có diện tích 3,85 ki-lô-mét vuông.